# St Mellion
St Mellion är en by och en civil parish i Cornwall i England. Orten har 383 invånare (2011).